# Blutpuffer
Als Blutpuffer wird das komplexe Puffersystem des Blutes bezeichnet, das den pH-Wert des Blutes in engen Grenzen abpuffert. Es ist Teil des Säure-Basen-Haushalts. Die pH-Konstanz im Blut ist lebensnotwendig für alle Organismen mit Blutkreislauf. Der eingestellte pH-Wert liegt bei Säugetieren im Schnitt bei 7,4. Beim Menschen liegt der pH-Wert im Bereich 7,35–7,45. Liegt der pH-Wert tiefer, so spricht man von einer Azidose, liegt er höher, von einer Alkalose.

## Puffersysteme im Blut
Der Blutpuffer entsteht durch das Zusammenwirken von vier Puffersystemen im Blut. Die vier Blutpuffer bei Säugetieren in absteigender Pufferkapazität sind:
- Kohlensäure-Bicarbonat-System (Kohlensäure-Hydrogencarbonat-Puffer) (53 % der Gesamtpufferkapazität des Blutes, durch das Enzym Carboanhydrase katalysiert):

{\displaystyle \mathrm {CO_{2}+2\ H_{2}O\ \rightleftharpoons \ H_{2}CO_{3}+H_{2}O\ \rightleftharpoons \ H_{3}O^{+}+HCO_{3}^{-}\ } }
- Hämoglobin (35 % der Gesamtpufferkapazität des Blutes): Im Sauerstoffkreislauf wirkt das Hämoglobin als Puffer:

{\displaystyle \mathrm {Hb\cdot H^{+}+H_{2}O\ \rightleftharpoons \ H_{3}O^{+}+Hb} }
- Proteinpuffer (rund 7 % der Gesamtpufferkapazität des Blutes): Plasmaproteine (vor allem das Albumin) wirken wegen ihres amphoteren Charakters als Puffer.

- Phosphatpuffer (5 % der Gesamtpufferkapazität des Blutes, ist intrazellulär von großer Bedeutung):

{\displaystyle \mathrm {H_{2}PO_{4}^{-}+H_{2}O\ \rightleftharpoons \ H_{3}O^{+}+HPO_{4}^{2-}} }